# (710) Gertrud
(710) Gertrud – planetoida z pasa głównego asteroid.

## Odkrycie
Została odkryta 28 lutego 1911 roku w Obserwatorium Uniwersyteckim, w Wiedniu przez Johanna Palisę. Nazwa planetoidy pochodzi od imienia wnuczki odkrywcy. Przed nadaniem nazwy planetoida nosiła oznaczenie tymczasowe (710) 1911 LM.

## Orbita
(710) Gertrud okrąża Słońce w ciągu 5 lat i 195 dni w średniej odległości 3,13 au. Należy do planetoid z rodziny Themis.